# トオーサ
トオーサ（古希: Θόωσα, Thoōsa）は、ギリシア神話に登場する海のニュンペーである。長母音を省略してトオサとも表記される。ホメーロスによると海神ポルキュスの娘で、洞窟の中でポセイドーンに愛されて、恐るべき単眼の巨人であるキュクロープスのポリュペーモスを生んだ。彼女の息子はかつてゼウスに雷を与えた3人のキュクロープスたちとは異なり、野蛮な人食い巨人の種族であった。